# Etteilla
Etteilla was het pseudoniem van de Franse occultist Jean-Baptiste Alliette (Parijs, 1738 – 1791) die als eerste voor een groot publiek voorspellingen deed met tarotkaarten en voor zover we weten meteen ook als de eerste professionele tarotlezer bekendstond. Etteilla publiceerde zijn ideeën over de correspondenties tussen tarot, astrologie en de vier klassieke elementen en was de eerste die een speciaal op voorspellingen gericht gereviseerd tarotspel ontwierp.
Behalve het feit dat hij werd geboren in Parijs in 1738 en de zoon was van een "restaurateur" is er eigenlijk weinig bekend over hem of zijn jeugd. Zijn vader prepareerde drankjes die het evenwicht van een zieke moesten herstellen. Daarop baseerde hij zich op de leer van de 4 lichaamssappen van Hippocrates. Etteilla zou dit later ook in combinatie met astrologie gebruiken. Hij trouwde met Jeanne Vattier in 1763, een huwelijk dat een vijftal jaar standhield. In die periode werkte hij als zaadhandelaar. In 1770 publiceerde hij zijn eerste boek "Etteilla, ou manière de se récréer avec un jeu de cartes" (Etteilla, of hoe je je kunt amuseren met een kaartspel). 'Etteilla' is gewoon een anagram van zijn voornaam 'Alliette'. Het boek was een bespreking over het gebruik van het 'piquet' kaartspel, een verkorte versie van een gekend pak speelkaarten waar hij de "Etteillakaart" had aan toegevoegd. Nieuw was ook een speciale legging waarin elk van de getrokken de kaarten hun positie kregen op de tafel, en het toekennen van een betekenis aan kaarten die ondersteboven lagen. Beide karakteristieken worden nog altijd in voorspellende tarotlezingen toegepast. In het voorwoord van zijn boek deelde Etteilla mee dat hij het systeem geleerd had van een Italiaan, waardoor onduidelijk is in hoeverre de beschreven symboliek van Etteilla zelf afkomstig is. Het jaar nadien werd het boek al herdrukt. In die tijd werkte hij als verkoper van drukwerken, maar hij was ook begonnen om de kost te verdienen als consultant, leraar en auteur.
In 1781 publiceerde de Frans-Zwitserse geestelijke en occultist Antoine Court de Gébelin zijn monumentale werk "Le Monde primitif" waarin hij de tarot beschreef als een oud-Egyptisch boek van wijsheid. Etteilla's antwoord op deze thesis was zijn eigen boek "Manière de se récréer avec le jeu de cartes nomées Tarots" (Hoe jezelf te amuseren met een kaartspel, tarot geheten) uit 1785. Het was het eerste boek dat systematisch de methodes tot een voorspellend gebruik van de tarotkaarten beschreef. Etteilla claimde in dat boek dat hij nog veel eerder dan de Gébelin was geïntroduceerd in de geheimen van de tarot, namelijk in 1751.
Omstreeks 1790 was hij bezig met de interpretatie van de hermetische wijsheid van het oud-Egyptische Boek van Thoth: "Cour théorique et pratique du Livre du Thot" (Theoretisch en praktisch onderricht in het boek van Thoth), waarin zijn eigen herwerkingen stonden van wat later bekend zou worden als de "Grote Arcana" en de "Kleine Arcana", alsook een introductie tot de leer van de 4 humeuren en astrologie. Verder richtte hij ook een Genootschap voor Tarot op: "Société des Interprètes du Livre de Thot", en ontwikkelde een speciaal kaartspel voor divinatie op basis van zijn bevindingen. Hij stierf in 1791, op drieënvijftigjarige leeftijd.